# Marian Pisz
Marian Ignacy Pisz (ur. 2 lutego 1887 w Krakowie, zm. ?) – major piechoty Wojska Polskiego.

## Życiorys
Urodził się 2 lutego 1887 w Krakowie, w rodzinie Andrzeja i Marianny z Bilów.
W czasie I wojny światowej walczył w szeregach cesarskiej i królewskiej Armii. Jego oddziałem macierzystym był Pułk Piechoty Nr 89 (11. kompania). Na stopień chorążego rezerwy został mianowany ze starszeństwem z 4 sierpnia 1914. 25 stycznia 1915 ranny dostał się do niewoli. Z niewoli wrócił 30 kwietnia 1918.
30 stycznia 1919 został przyjęty do Wojska Polskiego z byłej armii austro-węgierskiej, z zatwierdzeniem posiadanego stopnia podporucznika ze starszeństwem z 1 lipca 1917 i przydzielony z dniem 16 stycznia 1919 do Żandarmerii Polowej. 27 sierpnia 1920 został zatwierdzony z dniem 1 kwietnia 1920 w stopniu rotmistrza, w żandarmerii, w grupie oficerów byłej armii austriacko-węgierskiej. Pełnił wówczas służbę w Dywizjonie Żandarmerii Wojskowej Nr 4 w Łodzi. 1 czerwca 1921 pełnił służbę w 4 Dywizjonie Żandarmerii w Łodzi.
3 maja 1922 został zweryfikowany w stopniu majora ze starszeństwem z 1 czerwca 1919 i 15. lokatą w korpusie oficerów żandarmerii, a jego oddziałem macierzystym był nadal 4 Dywizjon Żandarmerii. W 1923 pełnił służbę w 4 Dywizjonie Żandarmerii w Łodzi na stanowisku zastępcy dowódcy dywizjonu. 31 lipca 1926 został przeniesiony służbowo do Powiatowej Komendy Uzupełnień Łódź Miasto na okres 4 miesięcy. W styczniu 1927 przedłużono mu przeniesienie służbowe o kolejne 2 miesiące. W kwietniu tego roku został przydzielony do Powiatowej Komendy Uzupełnień Łódź Powiat na stanowisko komendanta. W październiku 1927 został przeniesiony z korpusu oficerów żandarmerii do korpusu oficerów piechoty, w stopniu majora ze starszeństwem z 1 czerwca 1919 i 269,3 lokatą, przydzielony do kadry oficerów piechoty z pozostawieniem na zajmowanym stanowisku w PKU Łódź Powiat. W lutym 1929 został zwolniony ze stanowiska i oddany do dyspozycji dowódcy Okręgu Korpusu Nr IV. Z dniem 31 sierpnia tego roku został przeniesiony w stan spoczynku. W 1934 pozostawał w ewidencji Powiatowej Komendy Uzupełnień Łódź Miasto II. Posiadał przydział do Oficerskiej Kadry Okręgowej Nr IV. Był wówczas „przewidziany do użycia w czasie wojny”.
30 sierpnia 1939 został powołany do czynnej służby i wyznaczony na stanowisko komendanta placu w Kutnie. 3 października 1939 w Annopolu dostał się do niemieckiej niewoli. Przebywał w Oflagu II B Arnswalde (numer jeńca 206). W 1945, po uwolnieniu z niewoli, przebywał krótko we Włoszech, a następnie wrócił do kraju.
18 lutego 1922 w Łodzi zawarł związek małżeński z Ireną Stanisławą Przedpełską, córką Antoniego Dionizego, urzędnika bankowego i Ireny z Głowackich. Rozwiedzeni prawomocnym wyrokiem Sądu Wojewódzkiego w Łodzi z 26 czerwca 1951.